# Eaton (hrabstwo Manitowoc)
Eaton – miasto w Stanach Zjednoczonych, w stanie Wisconsin, w hrabstwie Manitowoc.